# Зайцевский (посёлок)
За́йцевский — посёлок в Севском районе Брянской области России. Входит в состав Доброводского сельского поселения.

## История
В 1964 году указом Президиума Верховного Совета РСФСР посёлки Зайцевский-1 и Зайцевский-2, фактически слившиеся в единый населённый пункт, объединены в посёлок Зайцевский.

## Население
| 2010 | 2013 |
| ---- | ---- |
| 9    | ↘8   |

## Улицы
В деревне имеется одна улица — Синикова.

## Инфраструктура
Неподалёку от посёлка расположен свиноводческий комплекс.

## Известные жители
- Сиников, Андрей Алексеевич (1917—1983) — советский деятель сельского хозяйства, Герой Социалистического Труда.